# 12,7 × 99 mm NATO

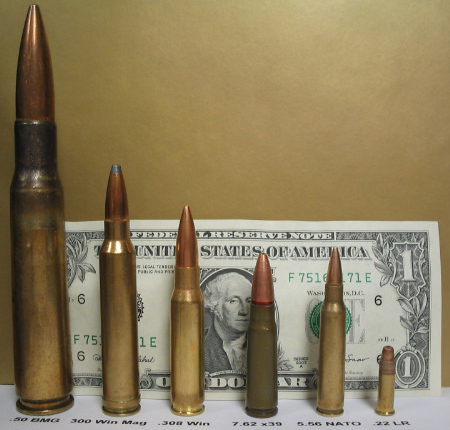
Zleva doprava: .50 BMG, 300 Win Mag, .308 Winchester, 7,62 × 39 mm, 5,56 × 45 NATO, .22 LR.

12,7 × 99 mm NATO nebo také .50 BMG (Browning Machine Gun) je náboj vyvinutý pro kulomet M2 Browning. Začal se používat v roce 1921. Náboj vznikl velkým zvětšením náboje .30-06.

## Historie

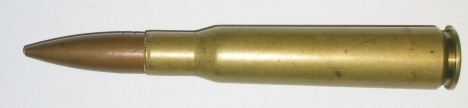
Náboj .50 BMG

Koncept tohoto náboje byl vytvořen v průběhu 1. světové války Johnem Browningem jako odpověď na požadavek protiletadlové zbraně. Náboj samotný byl vytvořen výrazným zvětšením náboje .30-06 Springfield. Kulomet Browning vz. 1924, pro který byl vytvořen zase vznikl zvětšením konstrukce kulometů M1917/M1919. Kulomet Browning vz. 1924 a spolu s ním náboj .50 BMG se používal hlavně v letadlech během 2. světové války. Ale také namontovaný na vozidlech, nebo v opevněních. jenom příležitostně byl používán pěchotou. V roce 1933 dochází k zavedení dodnes používaného označení M2.
Díky svému výkonu byl vhodný proti letadlům a při použití průbojné střely i pro ničení betonových bunkrů, různých dalších objektů a lehkých obrněných vozidel.

## Typystřel

Nákres náboje

Tento náboj byl zkonstruován s velkou škálou různých střel, zejména:
- FMJ – celoplášťové
- se stopovkou
- AP – průbojné
- zápalné

## Použití
Tento náboj se kromě kulometů používá v terčových puškách při střelbě na dlouhé vzdálenosti a odstřelovacích puškách. 
Americká pobřežní hlídka ho používá k zastavení rychlých člunů pašujících drogy. Také je vhodný k zastavení vozidel, protože je schopný prostřelit blok motoru.
Rekordy:
V roce 2002 v Afghánistánu kanadský desátník s tímto nábojem při použití pušky McMillan TAC-50 zabil nepřátelského bojovníka vzdáleného 2 430 m.
Rekord byl překonán v roce 2017, kdy nejmenovaný kanadský ostrostřelec zasáhl bojovníka Isis na vzdálenost 3,540 m.

## Varianty tohoto náboje používanéamerickouarmádou
- Náboj .50 BMG, Tracer, M1 – se stopovkou
- Náboj .50 BMG, Incendiary, M1 – zápalný – proti hořlavým nepancéřovaným cílům
- Náboj .50 BMG, Ball, M2
- Náboj .50 BMG, Armor-Piercing, M2 – průbojný
- Náboj .50 BMG, Armor-Piercing-Incendiary, M8 – průbojný a zápalný
- Náboj .50 BMG, Tracer, M10 – se stopovkou
- Náboj .50 BMG, Tracer, M17 – se stopovkou
- Náboj .50 BMG, Armor-Piercing-Incendiary-Tracer, M20 – průbojný, zápalný a se stopovkou
- Náboj .50 BMG, Tracer, Headlight, M21 – se stopovkou, ale intenzita světla je mnohem vyšší, než bývá u těchto nábojů obvyklé.
- Náboj .50 BMG, Incendiary, M23 – zápalný
- Náboj .50 BMG, Ball, M33
- Náboj .50 BMG, Saboted Light Armor Penetrator, M903
- Náboj .50 BMG, Saboted Light Armor Penetrator-Tracer, M962
- Náboj .50 BMG, Ball, XM1022 – vhodný pro střelbu na dlouhé vzdálenosti
- Náboj .50 BMG, Armor-Piercing-Incendiary-Tracer, Mk 300 Mod 0

Kromě těchto existuje ještě nepřeberné množství civilních variant.

## Příklady zbraní používajících tento náboj
(cena opakovací pušky s komorou na tento náboj může být až 8 000 dolarů)

### Pušky
- ArmaLite AR-50
- M82/M107 Barrett
- L.A.R. Manufacturing, Inc. – Grizzly Big Boar
- McMillan TAC-50
- Zastava Arms – M93 Black Arrow (12.7 mm NATO verze)
- Highland Arms Hamr 99
- ZVI OP99 Falcon

### Kulomety
- M2 Browning
- XM312
- Čínský Type 85
- Singapurský CIS 50MG – umožňuje přepínat mezi dvěma nábojovými pásy
- GD LW50MG – pravděpodobné přezbrojení armády Spojených států – místo M2
- Browning vz. 1924 – předchůdce M2 s hlavní chlazenou vodou
- AM/M2 letecká verze M2 29 kg, 850 ran/min
- AM/M3 vylepšená letecká verze 1 200 ran/min
- GECAL 50 letecký gattling 6. hlavňová verze 4 000 ran/min, 3. hlavňová verze 2 000 ran/min
- WKM-B – polská verze sovětského kulometu NSV

## Specifikace
- Průměrná hmotnost střely: 650–800 grainů
- Průměrná úsťová rychlost: 800–930 m/s
- Průměrná úsťová energie: 15 500–20 000J

- Průměr střely: .511" (12,96 mm)
- Celková délka náboje: 5,45" (138,40 mm)
- Průměr nábojnice: 20,20 mm
- Prachová náplň většinou 16,5 g

- Typ zápalky: používá svojí vlastní zápalku

## Synonyma názvu
- .50 Browning
- .50 Browning US Government
- .50 Browning MG
- 12,7 mm Browning
- .50 M2
- .50 M1
- .50 L 11
- 12,7 mm M.1947
- 12,7 mm Patrone 48
- SAA 9340
- (12,7 × 99)